# Куш, Ульрих
Ульрих (Ули) Куш (нем. Ulrich Kusch; 11 марта 1967, Ахен) — немецкий барабанщик, автор песен. Наиболее известен по игре с группами Helloween, Gamma Ray и Masterplan. Он отличается своим техничным стилем игры и быстрым спид-металическим ритмом.
В 1981 году начал играть на гитаре, а чуть позже прекратил обучение плотницкому делу ради карьеры музыканта.
В 1980-х — начале 90-х годов, он обычно был студийным музыкантом и играл для многих групп, в том числе Holy Moses и HeadHunter (Группа Ширмера, вокалиста Destruction).
В 1990 году, после того как первый барабанщик Gamma Ray Матиас Бурхардт покинул группу, Кай Хансен позвал Ули на вакантное место. В 1991 году в этом составе группа выпустила второй студийный альбом Sigh No More и отправилась в мировое турне.
Покинув Gamma Ray весной 1992 года, Ульрих становится участником Helloween. Начиная с альбома «The Time Of The Oath» стал одним из постоянных композиторов группы, написав такие «боевики», как «Push», «Revelation», «The Departed (Sun Is Going Down)».